# V1-lanceerbaan in Lettele

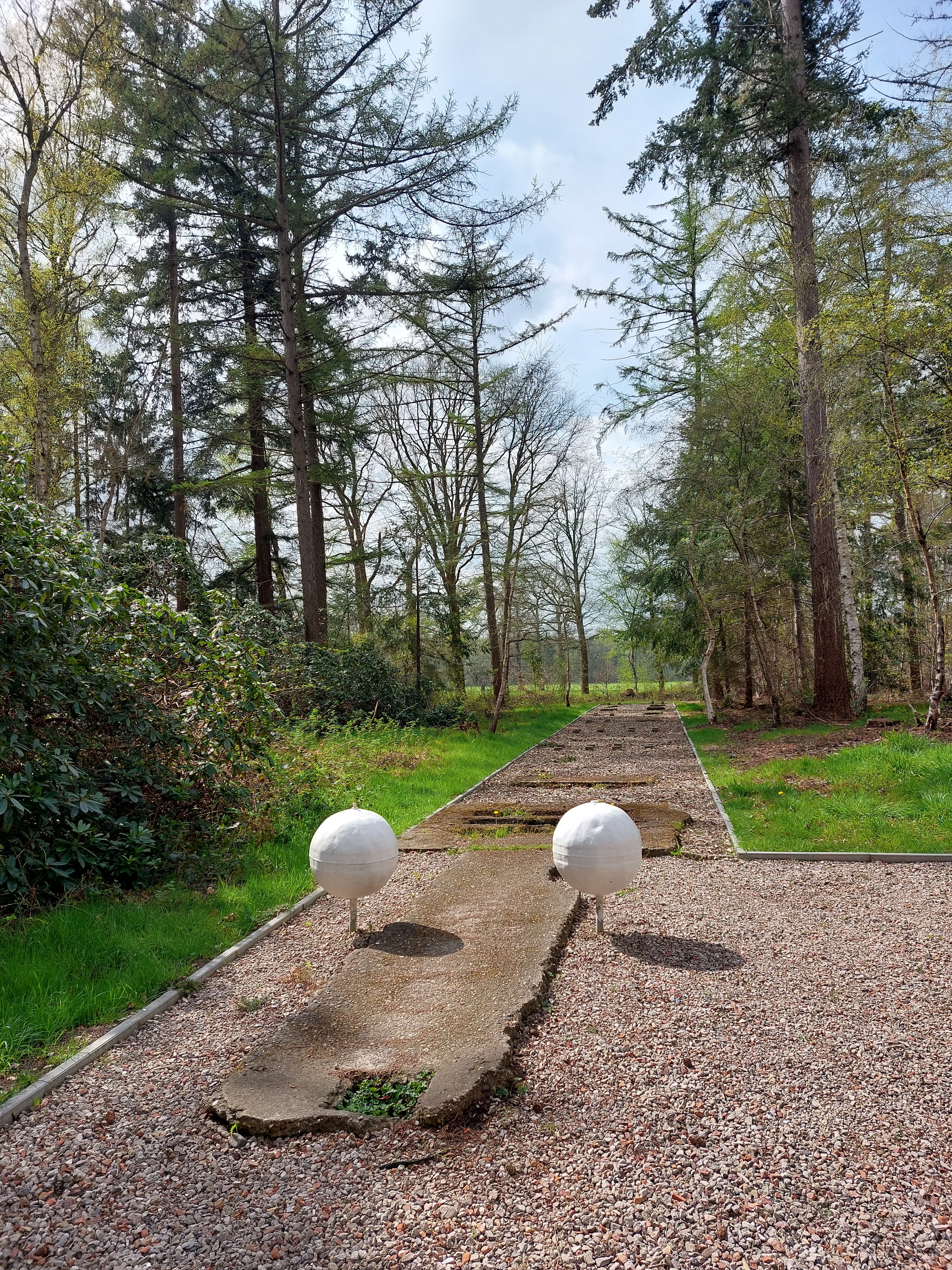
Restanten V1-lanceerbaan Lettele

V1-lanceerbaan in Lettele  is een voormalige Duitse V1-lanceerinrichting in het Sallandse dorp Lettele. De fundamenten ervan zijn begin eenentwintigste eeuw blootgelegd en weer zichtbaar gemaakt.
Vanaf deze baan werden in de periode van 16 december 1944 tot 29 maart 1945 ongeveer 400 V1 'vliegende bommen' afgeschoten. Ze waren vooral gericht op de reeds bevrijde stad Antwerpen die toen de belangrijkste geallieerde aanvoerhaven was. In de omgeving van de lanceerbaan zijn talrijke kraters te vinden van kort na de start neergestorte en ontplofte V1's. Elf dagen voor de bevrijding van Lettele, op 29 maart 1945 om 21.30 uur, werd de baan opgeblazen door de Duitsers.
Gedemonteerde V1's werden per trein uit Duitsland aangevoerd naar het spoorwegemplacement te Deventer. Daarvandaan werden ze per vrachtauto naar de lanceerinrichting gebracht. Dit gebeurde 's nachts en via lokale wegen die met hun vele bomen voor een goede camouflage zorgden. De onderdelen werden in houten barakken gemonteerd en over een smalspoor met mankracht naar de nabije lanceerbaan gebracht.
Bij de lanceerplaats zijn enkele witte bollen geplaatst. Ze waren onderdeel van een V1-wapen. De bollen waren met pianosnaren omwikkeld voor extra stevigheid tegen de hoge druk en bevatten samengeperste lucht (150 bar). Ze waren achter de brandstoftank in de romp van het onbemande straalvliegtuig geplaatst. Samen met kerosine zorgde dit voor een krachtige brandstof. De samengeperste lucht zorgde ook voor de bediening van het hoogte- en het richtingsroer.